# 도호쿠 라쿠텐 골든이글스
도호쿠 라쿠텐 골든이글스(일본어: 東北楽天ゴールデンイーグルス 도호쿠라쿠텐고루덴이구루스[*], Tohoku Rakuten Golden Eagles)는 일본의 프로 야구 구단으로, 퍼시픽 리그 소속이다. 본거지는 미야기현 센다이시 미야기노구이며 홈구장은 클리넥스 스타디움 미야기이다. 보통은 줄여서 라쿠텐 이글스(楽天イーグルス)로 부르며 본 항에서 팀을 지칭할 때는 약식 명칭인 라쿠텐 내지는 라쿠텐 이글스를 쓰기로 한다.

## 창단 배경
2004년에 불거진 오사카 긴테쓰 버펄로스와 오릭스 블루웨이브의 통합(실질적으로 오릭스 블루웨이브에 의한 합병)문제는 일본 프로 야구 사상 최초의 파업 사태를 불러왔다. 일본 프로 야구 선수회는 선수와 팬들의 동의 없는 구단측의 일방적인 통합에 항의하여 9월 17일, 18일 양일간 예정되어 있던 경기를 보이콧함으로써 항의의 표시를 나타내는 한편 팬들의 서명을 받아내는 등 오사카 긴테쓰 버펄로스의 소멸을 막기 위해 동원할 수 있는 수단은 모두 동원하려고 했다. 그러나 폭등하는 구단운영비를 견디지 못한 긴테쓰 그룹측의 구단 통합의지는 확고하여 결국 양 구단의 통합을 저지하지는 못했다. 이에 따라 2005년 시즌 퍼시픽 리그는 홀수 구단에 의한 시즌 운영이 불가피해졌다.
그러나 프로 야구에서의 홀수 구단에 의한 리그 운영은 다른 종목과는 달리 일정 조정의 어려움 등의 문제점을 내포하는 바, 급기야는 퍼시픽 리그의 다른 두 구단을 통합하여 팀의 수를 짝수로 맞추는 한편, 4팀에 의한 장기 리그 운영은 똑같은 상대와의 대전에 따른 흥미 감소 등의 문제점이 있어 센트럴, 퍼시픽 양대 리그를 통합, 10개 팀에 의한 단일 리그 운영 방안으로까지 확대되기에 이르렀다.
그러나 이러한 단일 리그화 계획은 몇 가지 이유로 선수와 팬들의 거센 저항을 불러 일으켰다. 첫 번째 이유는 또 하나의 통합에 따른 또 하나의 소멸 대상으로 거론 되던 팀이 후쿠오카 다이에 호크스였다는 점이다. 비록 모기업인 다이에 그룹의 경영난으로 팀 운영에는 어려움을 겪고 있지만, 다이에 호크스는 당시 거대 전력을 보유 매년 리그 우승 후보로 거론되면서 본거지 후쿠오카를 중심으로 확고한 지위를 세워놓고 있어서 구단측이 통합 움직임에 소극적이었다. 또한 리그를 대표하는 강호의 구단주들의 독단에 의한 소멸에 대한 팬들의 반감은 본거지에서조차 한신 타이거스의 인기에 밀리는 긴테쓰, 오릭스 이상의 거센 정서적 저항을 불러일으켰다. 두 번째 이유는 이미 50년 동안 정착되어 각자의 개성을 보유한 양대리그 체제에 대한 팬들의 지지가 리그 통합을 기도하는 구단주들의 예상 이상이었던 점이다.
이러한 배경하에서 인터넷 포털사이트 라이브도어의 최고경영자인 호리에 다카후미가 센다이를 연고로 하는 새로운 프로 야구팀 창설 계획을 들고 나왔다. 호리에의 계획은 프로 야구가 출범한 지 70년이 다 되도록 자신의 팀을 가지지 못한 센다이를 중심으로 한 도호쿠 지역 주민 및 양대 리그 체제의 유지를 원하는 팬들의 전폭적인 지지를 이끌어내어 센다이 연고의 프로 야구팀 창설 계획은 사회적 반향을 불러 일으켰다.
호리에의 신구단 창설 계획은 라이브도어 측의 재정 상태에 의문을 가진 기존 구단 측의 반발에 부딪혔지만 물밑에서 진행되던 구단수 축소에 의한 양대리그 통합 움직임을 좌초시키는 효과를 가져왔다. 결국 기존 구단 측에서 또다른 정보통신업종 기업인 라쿠텐의 최고경영자이자 J리그 축구팀 비셀 고베의 구단주이기도 한 미키타니 히로시를 설득, 라이브도어에 대항하는 신구단 창설을 권유하기에 이르렀다.
이에 라쿠텐 측도 퍼시픽 리그 소속의 신구단 창설 계획을 발표, 창단 신청서를 제출했다. 당초에는 통합 구단이 오사카를 연고지로 확정하여 빈 자리가 되는 고베시를 희망 본거지로 내걸었지만, 이미 새로운 도시 진출 표명으로 급격한 반향을 불러일으킨 라이브도어측에 대항하고자 희망 본거지를 센다이시로 변경하여 결국 센다이를 놓고 두 기업이 경합을 하는 양상으로 진행되었다.
결국 2004년 11월 2일, 구단주 회의에서 라이브도어의 신청을 기각하는 한편 라쿠텐의 가맹을 승인, 다카하시 유니온스 이후 50년 만에 신구단이 일본 프로 야구 리그에 참가하게 되었다.

## 신구단으로서의 시련

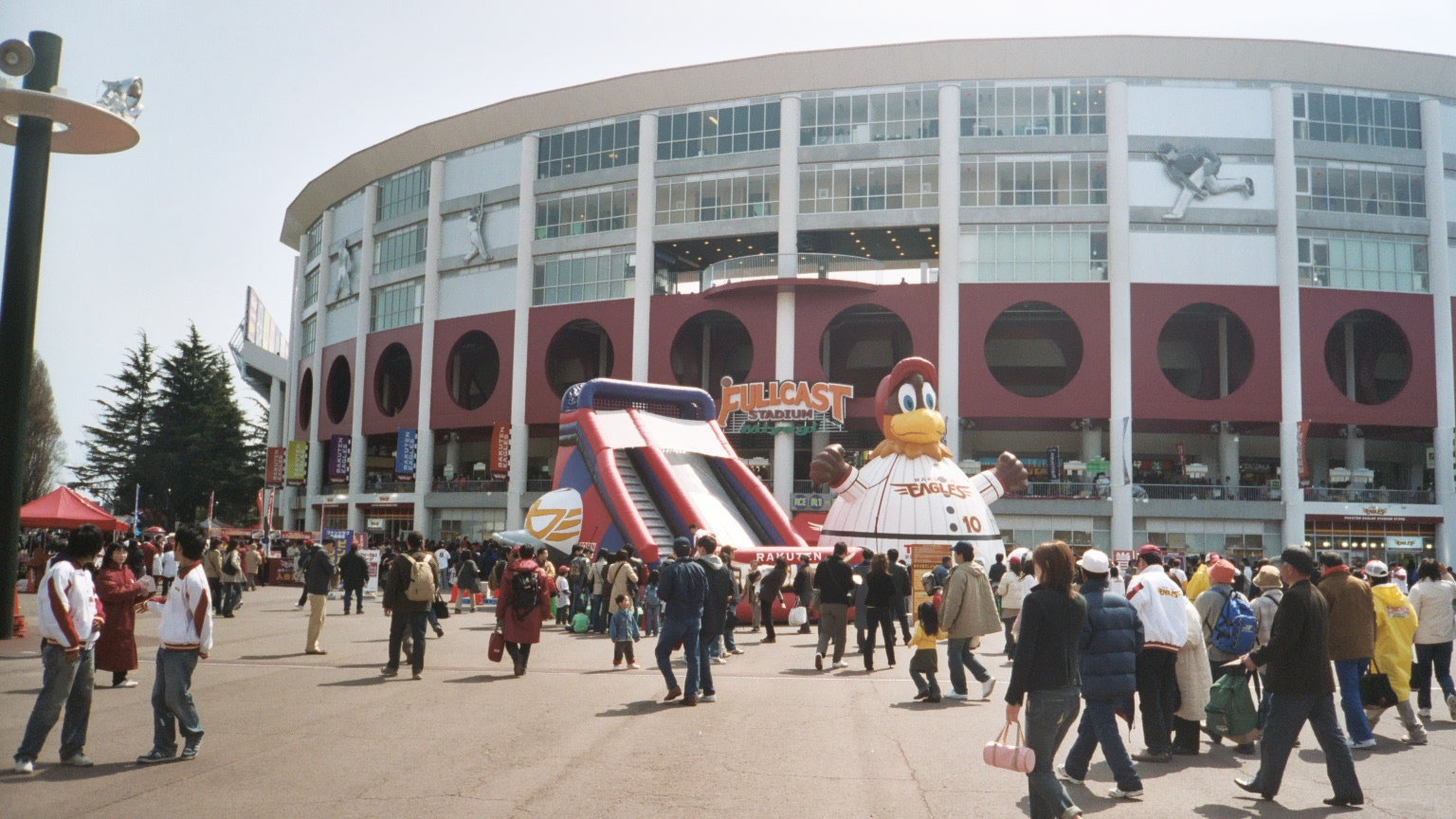
풀캐스트 스타디움 미야기(당시) 구장의 외관(2006년)

위와 같은 과정을 거쳐 최초로 센다이를 연고로 하는 프로 야구 팀을 가지게 된 라쿠텐 측은 당초 발표대로 팀 이름을 도호쿠 라쿠텐 골든이글스로 확정하는 한편, 단장에 미국인 컬럼니스트 마티 키너트, 초대 감독에 다오 야스시를 내정했다.
그러나 프로 야구 구단으로서의 라쿠텐 이글스의 행보는 결코 순탄하지는 않았다. 우선 선수 수급은 긴테쓰와 오릭스의 통합 시, 통합 구단의 선택을 받지 못한 선수들 및 기존 구단에서 방출 통보를 받은 노장 선수들을 중심으로 이루어질 수밖에 없었다. 이미 자체로서 하위권이었던 긴테쓰와 오릭스의 선수들 중에서도 경쟁에서 밀려난 선수들로 이루어진 선수 구성은 기존 구단과 비교해서 양적으로는 구색을 맞추었을 수는 있었어도 질적으로 큰 차이가 있을 수밖에 없었다.
그나마 활약을 기대할 수 있는 선수들은 긴테쓰의 선수회장으로서 통합 반대 운동을 주도했으며 통합 구단 이적에 반발하여 라쿠텐 입단을 강력히 희망한 이소베 고이치와, 역시 같은 이유로 통합구단 입단 거부 파동 끝에 결국 오릭스측으로부터 무상으로 트레이드된 긴테쓰의 에이스 이와쿠마 히사시 뿐이었고, 신인들 중에서도 한 때 복수 구단의 스카우트 대상이었으나 영양비를 빙자한 금전지원 파동으로 갈 곳이 없어진 이치바 야스히로 정도였다.
이와 같은 빈약한 선수 구성에 시즌 개막전 수많은 전문가들이 앞으로의 라쿠텐의 행보에 우려를 표시했으나, 처음으로 자신들의 팀을 가지게 된 센다이의 팬들의 팀에 대한 지지는 이미 확고부동했다.
그러한 우려와 자신들의 팀을 가지게 된 센다이 시민들의 기대 속에서 맞은 2005년 개막전, 지바 마린 스타디움에서 벌어진 지바 롯데 마린스와의 대결에서 이와쿠마의 호투로 3대 1로 승리, 센다이에서 지바까지 응원하러 온 수많은 팬들의 기대에 보답하며 전문가들의 우려를 불식시키는 듯했다. 그러나 바로 다음날 벌어진 롯데 전에서 26대 0의 기록적인 대패. 게다가 9회를 통틀어서 단 1개의 안타밖에 기록하지 못하는 졸전으로 시즌 개막 불과 이틀 만에 행보에 암운을 드리우게 된다.
결국 선발로서 계산할 수 있는 전력이 이와쿠마 밖에 없는 부실한 투수진과 투수진의 부실함을 초월하는 빈약한 공격력으로 연전연패를 거듭. 시즌 개막후 한달 남짓 지난 5월중에 단장 마티 키너트를 해임하고 1, 2군 코치를 전환배치하는 인사 이동을 감행했지만 빈약한 전력은 극복하지 못하고 일찌감치 퍼시픽 리그의 최하위에 고정이 되면서 다른 구단들의 먹잇감으로 전락하게 된다.
그 와중에서 인터리그에서의 주니치전 3연전 3연승, 7월에는 10승 1무 9패로 월간 승률 5할을 돌파하는 등 선전하는 모습도 보였지만, 8월에는 세이부의 니시구치 후미야에게 9회까지 퍼펙트투구(10회초에 안타로 1안타 완봉패)를 허용하는 등 3승 21패로 완전히 전의를 상실, 결국 38승 1무 97패의 참담한 성적으로 2005년 시즌을 마무리하게 된다.
2005년 시즌의 대참패는 거의 모든 사람들이 예상하고 있었던 결과였지만, 미키타니 구단주는 시즌 종료를 일주일 남기고 3년 계약을 한 다오 감독의 해임을 결정, 수많은 팬들의 공분을 사게 된다. 비용 절감을 이유로 프로 구단으로서 경쟁할 수 있는 전력도 구축하지 않은 채 감독에게 부진한 성적의 책임을 물어 희생양으로 삼는 구단의 태도에 대한 팬들의 반감은, 시즌 결산 후 라쿠텐이 졸전을 거듭한 참담한 성적에도 불구하고 구단 운영에서 소폭의 흑자를 기록했다는 발표가 나오자 더욱 심해졌으며, 전부터 우려의 대상이 되었던 미키타니의 구단 운영 의지에 대한 의혹은 더욱 불거지게 되었다.
그러나 이에 아랑곳하지 않고 구단은 다오 감독의 후임으로 한신 타이거스의 감독직을 끝으로 프로 야구에서 물러나 사회인 야구팀의 감독을 맡고 있던 노무라 가쓰야를 차기 감독으로 선임하여 대대적인 팀의 체질 개선에 착수한다.

## 2006년 이후
팬들의 반발은 있었지만 첫 시즌의 흑자로 구단운영에 자신감을 가지게 된 미키타니는 첫 해와는 달리 투자의 폭을 늘려 팀의 전력향상에 착수하게 된다. 우선 첫해에 전혀 도움이 되지 않았던 외국인 선수들을 전부 물갈이 과거 일본 프로야구에서 실적을 남긴 호세 페르난데스와 릭 쇼트를 영입했고, 만년 하위팀이던 야쿠르트 스왈로스를 4번의 리그 우승 및 3번의 일본 시리즈 우승으로 이끈 노무라 가쓰야를 감독으로 맞이하여 기반 다지기에 나서게 된다.
그러나 2006년 시즌은 2005년 시즌 에이스로서 팀의 투수진을 혼자 떠받치다시피 했던 이와쿠마 히사시가 어깨부상으로 이탈, 출발부터 시련을 겪게 된다. 그럼에도 불구하고 노무라의 용병술과 선수들의 성장으로 규정타석을 채운 3할 타자를 4명이나 배출하며 시즌 47승을 올리며 한 단계 전진한 모습을 보여줬다.
2007년 시즌은 초고교급 신인 다나카 마사히로와 39세의 나이에 홈런과 타점, 2관왕을 차지하며 부활한 야마사키 다케시 등의 활약에 힘입어 창단한 지 3년 만에 최하위를 탈출, 4위로 약진했다. 이와는 대조적으로 긴테쓰, 오릭스 두 구단 합병시 분배 드래프트에서 선수선발에 우선권을 가지고 양 구단의 주전급 선수들만을 선발했던 오릭스 버펄로스는 3년 만에 최하위로 추락했다. 오릭스에 선발되지 않은 남은 선수들을 주축으로 창단한 라쿠텐의 행보와 대조를 이루었다.
2013년 시즌은 창단 첫리그 우승과 함께 시리즈 우승까지 차지한다.

## 구단 기록

### 경기·승패·승률에 관한 기록

2005년부터 현재까지의 팀 순위

- 리그 우승 : 1회

(2013년)
- 일본 시리즈 우승 : 1회

(2013년)
- 클라이맥스 시리즈 우승 : 1회

(2013년)
- A클래스 : 5회

(2009년, 2013년, 2017년, 2019년, 2021년)
- B클래스 : 14회

(2005년 ~ 2008년, 2010년 ~ 2012년, 2014년 ~ 2016년, 2018년, 2020년, 2022년 ~ 2023년)
- 연속 A클래스 진입 최장 기록 : 1년(2009년, 2013년, 2017년)
- 연속 B클래스 최장 기록 : 4년(2005년 ~ 2008년)
- 최다 승리 : 82승(2013년)
- 최다 패전 : 97패(2005년)
- 최다 무승부 : 10무(2012년)
- 최고 승률 : .582(2013년)
- 최저 승률 : .281(2005년)
- 최다 득점 : 628득점(2013년)
- 최소 득점 : 432득점(2011년)
- 최다 실점 : 812실점(2005년)
- 최소 실점 : 464실점(2011년)
- 최다 홈런 : 135개(2017년)
- 최소 홈런 : 52개(2012년)
- 최다 도루 : 130도루(2011년)
- 최소 도루 : 41도루(2005년)
- 최다 실책 : 106차례(2007년)
- 최소 실책 : 61차례(2020년)
- 최고 타율 : 0.272(2008년)
- 최저 타율 : 0.241(2015년)
- 최고 평균 자책점 : 2.85(2011년)
- 최저 평균 자책점 : 5.67(2005년)
- 최다 병살타 : 144개(2007년·일본 프로 야구 기록)

## 영구 결번
- 10 : 라쿠텐 이글스 팬

창단 당시 "팬들은 그라운드의 9명에 이은 10번째의 선수"라는 의미로 10번을 팬들의 등번호로 영구 결번으로 제정. 지바 롯데 마린스의 26번과 같음. 일본 프로야구에서 한 경기에 출전이 가능한 선수는 25명이며, 그 다음이 26번째 선수, 즉 팬을 의미함.
- 77 : 호시노 센이치

제4대 감독이며 부임 3년차인 2013년에 팀을 첫 리그 우승·일본 시리즈 우승을 동시에 이끌었다. 감독직에서 퇴임한 후에도 구단에 머물며 시니어 어드바이저, 구단 부회장 등을 역임했다. 2018년 1월 4일, 췌장암으로 사망했다(향년 70세).

## 마스코트

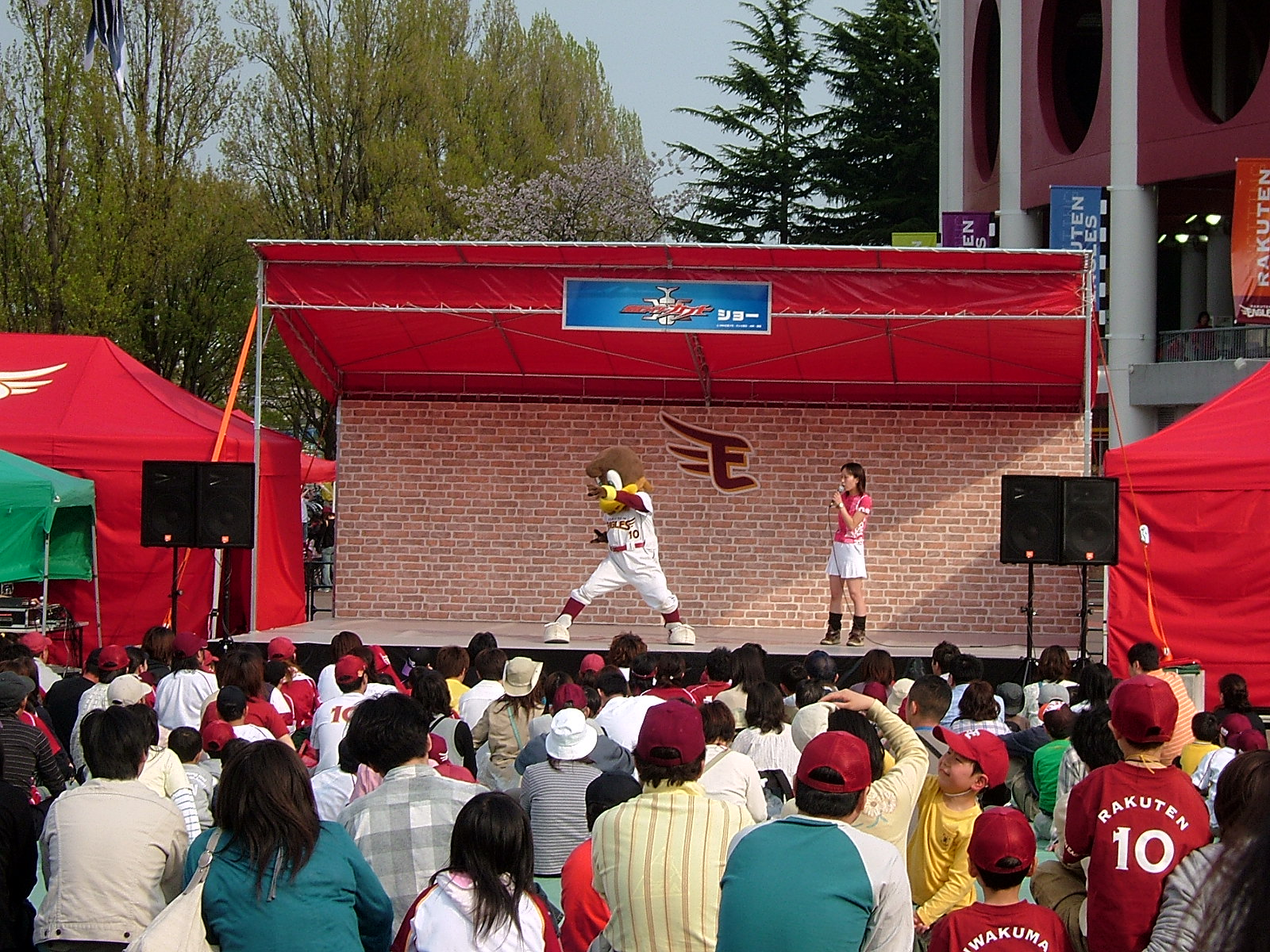
무대 위에서 선보이고 있는 쿠랏치

- 클러치(쿠랏치, Clutch, 일본어 : クラッチ), 클러치나(쿠랏치나, Clutchina, 일본어 : クラッチーナ)
구단의 공식 마스코트. 도호쿠 지역의 산중에 사는 독수리를 의인화한 마스코트. 클러치(Clutch)는 영어로 쥐다, 잡다는 뜻의 단어로 먹이를 붙잡을 때 목표물을 움켜쥐는 독수리의 발톱부분의 움직임을 상징함과 동시에 더 나아가 독수리가 먹이를 움켜쥐듯이 팬들의 마음을 사로잡는 다는 의미를 담고 있으며, 찬스를 놓치지 않는 강타자를 의미하는 '클러치 히터(clutch hitter)'의 의미도 있다. 클러치나는 클러치를 여성화한 이름으로 여자 마스코트.
- Mr. 카라스코(미스터 카라스코, 영어 : Mr. Carasco, 일본어 : Mr.カラスコ)
명목상으로는 구단과 마무런 상관이 없는 비공인 마스코트. 복면에 새까만 유니폼 차림으로 경기 중에 홈구장인 풀캐스트스타디움 미야기의 관중석을 돌아다니면서 홈팀, 원정팀 응원단을 가리지 않고 드라이 아이스 뿌리기, 관중석을 향해 이단 옆차기 하기 등 관중들을 괴롭히는 악역을 맡고 있다. 그러나 이들 퍼포먼스는 유쾌한 장난 수준이기 때문에 Mr.카라스코의 기행(奇行)을 싫어하는 사람은 없다. 오히려 기존의 상식의 틀을 깨는 기상천외한 퍼포먼스로 공식 마스코트인 클러치, 클러치나보다도 인기가 있다.

## 역대 감독
- 다오 야스시(田尾安志, 2005년)
- 노무라 가쓰야(野村克也, 2006년 ~ 2009년)
- 마티 브라운(Marty Brown, 2010년)
- 호시노 센이치(星野仙一, 2011년 ~ 2014년)
- 오쿠보 히로모토(大久保博元, 2015년)
- 나시다 마사타카(梨田昌孝, 2016년 ~ 2018년 6월 16일)
- 히라이시 요스케(平石洋介, 2019년)
- 미키 하지메(三木肇, 2020년)
- 이시이 가즈히사(石井一久, 2021년 ~ 2023년)
- 이마에 도시아키(今江敏晃, 2024년 ~ )

## 연도별 성적
| 연도   | 감독            | 순위 | 경기 | 승리 | 패전 | 무승부 | 승률 | 승차 | 타율 | 홈런 | 평균자책점 |
| ------ | --------------- | ---- | ---- | ---- | ---- | ------ | ---- | ---- | ---- | ---- | ---------- |
| 2005년 | 다오 야스시     | 6위  | 136  | 38   | 97   | 1      | .281 | 51.5 | .255 | 88   | 5.67       |
| 2006년 | 노무라 가쓰야   | 6위  | 136  | 47   | 85   | 4      | .356 | 33   | .258 | 67   | 4.30       |
| 2007년 | 노무라 가쓰야   | 4위  | 144  | 67   | 75   | 2      | .472 | 13.5 | .262 | 111  | 4.31       |
| 2008년 | 노무라 가쓰야   | 5위  | 144  | 65   | 76   | 3      | .461 | 11.5 | .272 | 94   | 3.89       |
| 2009년 | 노무라 가쓰야   | 2위  | 144  | 77   | 66   | 1      | .538 | 5.5  | .267 | 108  | 4.01       |
| 2010년 | 마티 브라운     | 6위  | 144  | 62   | 79   | 3      | .440 | 15   | .265 | 95   | 3.98       |
| 2011년 | 호시노 센이치   | 5위  | 144  | 66   | 71   | 7      | .482 | 23.5 | .245 | 53   | 2.85       |
| 2012년 | 호시노 센이치   | 4위  | 144  | 67   | 67   | 10     | .500 | 7.5  | .252 | 52   | 2.99       |
| 2013년 | 호시노 센이치   | 1위  | 144  | 82   | 59   | 3      | .582 | -    | .267 | 97   | 3.51       |
| 2014년 | 호시노 센이치   | 6위  | 144  | 64   | 80   | 0      | .444 | 17   | .255 | 78   | 3.97       |
| 2015년 | 오쿠보 히로모토 | 6위  | 143  | 57   | 83   | 3      | .407 | 33.5 | .241 | 85   | 3.82       |
| 2016년 | 나시다 마사타카 | 5위  | 143  | 62   | 78   | 3      | .443 | 25.0 | .257 | 101  | 4.11       |
| 2017년 | 나시다 마사타카 | 3위  | 143  | 77   | 63   | 3      | .550 | 15.5 | .254 | 135  | 3.33       |
| 2018년 | 나시다 마사타카 | 6위  | 143  | 58   | 82   | 3      | .414 | 29.5 | .241 | 132  | 3.78       |
| 2019년 | 히라이시 요스케 | 3위  | 143  | 71   | 68   | 4      | .511 | 7.5  | .251 | 141  | 3.74       |
| 2020년 | 미키 하지메     | 4위  | 120  | 55   | 57   | 8      | .491 | 16.5 | .258 | 112  | 4.19       |
| 2021년 | 이시이 가즈히사 | 3위  | 143  | 66   | 62   | 15     | .516 | 5.5  | .243 | 108  | 3.40       |
| 2022년 | 이시이 가즈히사 | 4위  | 143  | 69   | 71   | 3      | .493 | 6.5  | .243 | 101  | 3.47       |
| 2023년 | 이시이 가즈히사 | 4위  | 143  | 70   | 71   | 2      | .496 | 17.0 | .244 | 104  | 3.52       |

- 2023년 시즌 종료 기준, 순위에서 굵은 글씨는 일본 시리즈 우승.
- 통산 성적 : 1220승 78무 1390패(승률 .467)

## 역대 홈구장
- 미야기 구장(2005년 ~ 현재)
- 호토모토 필드 고베 & 한신 고시엔 구장 (동일본 대지진으로 인해 대체 홈구장으로 사용)

## 같이 보기
- 2004년 일본 프로 야구 재편 문제

## 역대 외국인 선수
- 라이언 글린
- 켈빈 히메네스
- 트래비스 블래클리
- 케빈 유킬리스
- 켄 레이
- 케이시 맥게히